# Oskar Roesger

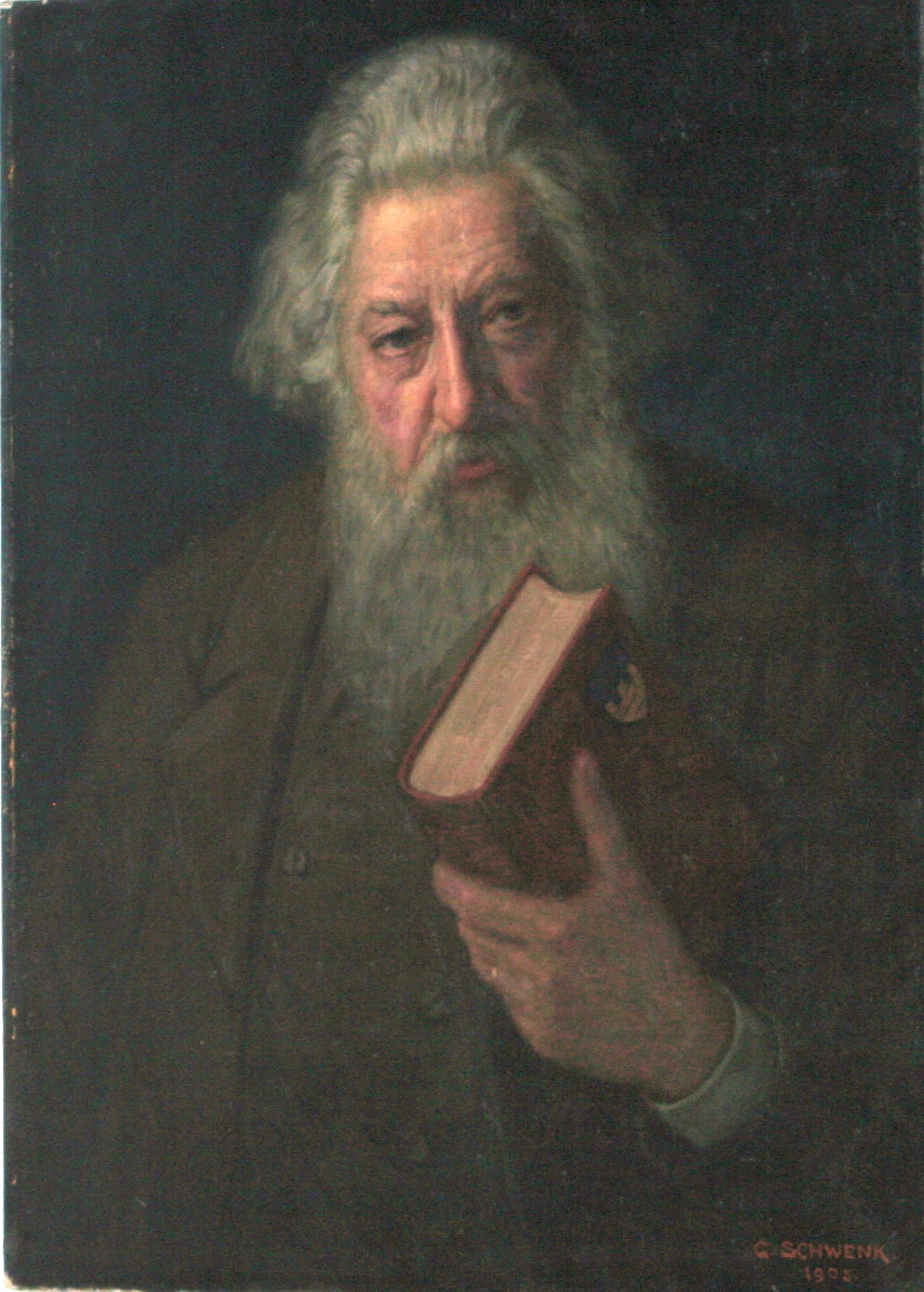
Johann Georg Schwenk: Oskar Roesger. Öl auf Leinwand, 1905. Museum Bautzen: R 13880

Oskar Roesger (* 16. April 1843 in Budissin, heute Bautzen; † 13. Februar 1910 ebenda) war als Begründer des Stadtmuseum Bautzen eine entscheidende Persönlichkeit für den Erhalt wertvoller Kulturgüter in der Oberlausitz. Zudem war er als Heimatforscher tätig.
Roesger war gelernter Kaufmann und späterer Buchhändler. Er war der Inhaber der Wellerschen Buchhandlung in Bautzen.
Bereits in seiner Jugend zeigte er großes Interesse für Geschichte und Kultur seiner Heimat. Schon bald begann er mit dem Sammeln zahlreicher Sachzeugnisse. Dazu gehörten sowohl ur- und frühgeschichtliche Fundstücke, Manuskripte, Karten, Münzen und Grabmäler als auch Kunsthandwerk oder Gemälde und Grafiken aus dem 16. bis 18. Jahrhundert. Von besonderer Bedeutung war auch seine mehr als 300 Bände umfassende Kinderbuchsammlung aus der Zeit von 1770 bis 1870. Die wertvolle und umfangreiche Sammlung stellte Roesger dem Stadtrat Bautzen als Grundstock für das 1869 gegründete Altertumsmuseum zur Verfügung. Seine umfangreichen Nachforschungen in der Region erweiterten die Sammlung auch danach noch um wertvolle Objekte. Seine Sammlungen bilden noch heute den Grundstock des Museums Bautzen, welches den Status eines Regionalmuseums der Oberlausitz innehat.
Roesger zu Ehren ist unter anderem eine Straße in Bautzen benannt.